# Shokichi Natsui
Shokichi Natsui –en japonés, 夏井 昇吉, Natsui Shokichi– (10 de octubre de 1925 – 13 de septiembre de 2006) fue un deportista japonés que compitió en judo. Ganó una medalla de oro en el Campeonato Mundial de Judo de 1956 en la categoría abierta.

## Palmarés internacional
| Campeonato Mundial | Campeonato Mundial | Campeonato Mundial | Campeonato Mundial |
| Año                | Lugar              | Medalla            | Categoría          |
| ------------------ | ------------------ | ------------------ | ------------------ |
| 1956               | Tokio (Japón)      | Medalla de oro     | Abierta            |